# National Basketball Association 2014/2015
National Basketball Association 2014/2015 var den 69:e säsongen av NBA, där seriespelet löpte från den 28 oktober 2014 till den 15 april 2015, följd av ett slutspel från den 18 april fram till och med den 16 juni 2015. Samtliga 30 lag spelade 82 matcher under grundserien vilket gjorde att det spelades totalt 1 230 matcher under säsongen.
NBA-draften hölls den 26 juni 2014 i Barclays Center i Brooklyn i New York. Första valet gjordes av Cleveland Cavaliers, som valde Andrew Wiggins.
NBA:s 64:a All Star-match spelades den 16 februari 2015 i Madison Square Garden i New York. Western Conference vann över Eastern Conference med 163–158.
NBA-mästare blev Golden State Warriors, som slog Cleveland Cavaliers i finalspelet med totalt 4–2 i matcher.